# Represa San Miguel, Huayllamarca
La represa de San Miguel es una obra de infraestructura hídrica ubicada en Huayllamarca, provincia de Nor Carangas en el departamento de Oruro, Bolivia, que comenzó a operar en mayo de 2019.

## Proyecto
De acuerdo con Mabel Monje Villa, desde 2004 ya se hablaba del proyecto. El proyecto de preinversión fue entregado el 27 de diciembre de 2011. Al acto de entrega asistió la misma, siendo ministra de Medio Ambiente y Agua, quien manifestó el deseo que al cabo de un año y medio se entregara la obra con expectativa de que la represa dure 50 años.
Con el objetivo de mejorar la productividad de aproximadamente 350 familias de productores rurales, agricultores y ganaderos de la región de Huayllamarca, provincia Nor Carangas de Oruro, se creó el proyecto.

### Inicio de obras
De acuerdo con iAgua e iAgua Bolivia, se dieron inicio a las obras de construcción de la presa en 21 de mayo de 2014.

### Conclusión y entrega
Se concluyó la construcción de la Represa de San Miguel en Huayllamarca y se entregó a la comunidad, durante el gobierno del presidente Evo Morales; siendo ministro de Medio Ambiente y Agua, Carlos Ortuño; Gobernador del Departamento de Oruro, Víctor Hugo Vásquez; y alcalde de Huayllamarca, Basilio Lucana Condori .
El proyecto permite ampliar el sistema de riego a 530 hectáreas de las familias productoras de papa, haba, cebada, zanahoria, cebolla, avena y quinua en las comunidades Ayllu Bolívar, Ayllu Alianza, Zona Norte y también Kollu Mallcunaca.
Se proyectó también la construcción del sistema de riego Khota con una inversión de Bs 9,8 millones, para una cobertura de riego de 147 hectáreas, que beneficiaría a 106 familias de las comunidades San Gerónimo, Rancho Condori y Romero Uma.
La presa de gravedad fue construida con hormigón ciclópeo (con el objetivo de abaratar los costos). Posee capacidad para retener 306 mil metros cúbicos de agua. El muro mide 22,5 metros de altura y su coronamiento de es de 94 metros.
También se construyó una obra de toma que incluye sus compuertas de desenfoque con sistema de apertura y cierre mecánico. Posee extendido de tuberías PVC de 10.370 metros y 4.370 metros, dos cruces de quebradas tipo celosía de 12 y 19 metros, seis cámaras de rompe presión, 43 cámaras de distribución de hormigón. La obra incluye además un disparador de energía y sus accesorios.
“Agua más tierra es igual a comida. Es una linda obra este sistema de riego”, aseveró el Jefe de Estado durante su discurso en el acto de entrega.
La construcción de la presa costó Bs 31,8 millones. 92,48% del valor fue financiado por el Gobierno nacional mediante el Programa de Agua y Riego para Bolivia (Proar) a través del Ministerio de Medio Ambiente y Agua (MMAyA), la Gobernación de Oruro aportó 3,39% y el Gobierno Autónomo Municipal de Huayllamarca dispuso 4,13% como contraparte.
Fue construida por la Entidad Ejecutora De Medio Ambiente Y Agua - Emagua. 
El proyecto fue aprobado el 12 de septiembre de 2013 e inaugurado el 14 de mayo de 2019, según el Ministerio de Comunicación de Bolivia.